# کانچون
کانچون (به اسپانیایی: Canchón) یک کوه در پرو است که در منطقه انکاش واقع شده‌است. کانچون ۴٬۱۳۷ متر بالاتر از سطح دریا واقع شده‌است.